# Archibald Alexander Hodge

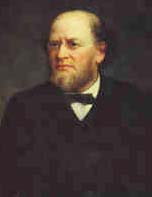
Archibald Alexander Hodge

Archibald Alexander Hodge (* 18. Juli 1823; † 12. November 1886 in Princeton, New Jersey) war eine US-amerikanische presbyterianische Führungspersönlichkeit und Rektor des Princeton Theological Seminary von 1878 bis 1886. Er war der erstgeborene Sohn des theologischen Lehrers Charles Hodge, der seine Vornamen entsprechend dem Namen des ersten Rektors des Seminars Archibald Alexander gewählt hatte.

## Ausbildung und akademische Laufbahn
Hodge besuchte das College of New Jersey, die spätere Princeton University, und danach das Princeton Theological Seminary. 1847–1850 wirkte er als Missionar in Indien. Danach arbeitete er als Pfarrer in Lower West Nottingham (Maryland) (1851–1855), Fredericksburg (Virginia) (1855–1861) und Wilkes-Barre (Pennsylvania) (1861–1864). 1864 folgte er dem Ruf auf den Lehrstuhl für Systematische Theologie am Western Theological Seminary, dem späteren Pittsburgh Theological Seminary, in Pittsburgh. Dort blieb er bis 1877, als er nach Princeton berufen wurde, um zusammen mit seinem Vater Charles Hodge, den hervorgehobenen (englisch: distinguished) Lehrstuhl für Systematische Theologie zu versehen. Bereits im Jahr darauf übernahm er die volle Verantwortung für diesen Lehrstuhl. Diesen Posten hielt er bis zu seinem Tod 1882 inne. Sein Nachfolger wurde B. B. Warfield.

## Bedeutung
An seinem Lebensende war er einer der Kuratoren des College of New Jersey und eine anerkannte Führungspersönlichkeit in der Presbyterianischen Kirche. Seine Interessen reichten indes über die Religion hinaus. In seinen letzten Lebensjahren vernachlässigte er zwar seine Arbeit keineswegs, fuhr aber fort zu schreiben, zu predigen, Vorlesungen zu halten, Leute zu kontaktieren und auf sie einzuwirken. Auf diese Weise gewann er erheblichen Einfluss auf die amerikanische Christenheit. Zu den einflussreichsten Schriften gehörte der Artikel Inspiration (1880), womit er eine Reihe von Artikeln in der Presbyterian Review eröffnete, welche die Biblische Theologie als eine historische Wissenschaft begründeten. Dieser Artikel wurde von B. B. Warfield mitverfasst.

## Charakterisierung seines theologischen Schaffens
Hodge unterschied sich als Theologe von manchen anderen durch seine denkerische Kraft. Sein Denken zeichnete sich durch einzigartigen Scharfsinn aus. Obwohl er nie Metaphysik als Disziplin studiert hatte, war er eigentlich und von Natur aus Metaphysiker. Seine Theologie bewegt sich dabei im Rahmen der reformierten Bekenntnisse. Er war stark von Johannes Calvin und der Westminstersynode geprägt. Er vertrat weder spezielle Ansichten noch eine besondere Methode der Anordnung theologischer Lehren (Dogmen). Darin war er seinem Vater gleich, der am Ende seines Lebens behauptete, nichts Neues gelehrt und geschrieben zu haben.
Hodges erstes und berühmtestes Buch war Outlines of Theology, das auf Walisisch, modernes Griechisch und Hindustani übersetzt wurde. The Atonement gilt immer noch als eine der besten Abhandlungen zum Thema Erlösung. Bekannt geworden ist auch sein Kommentar von 1869 zum Bekenntnis von Westminster. Hodge verfasste zudem einige wichtige Artikel für Enzyklopädien. Er war einer der Begründer und häufiger Autor der Presbyterian Review.
Auf der Kanzel war Hodge ein Mann von auffallender Kraft. Er hatte nur wenige verschiedene Predigten vorbereitet, die er aber regelmäßig wiederholte. Sie wurden nie niedergeschrieben. Aus einfachen Anfängen wurden sie im Laufe des Nachdenkens und erneuten Predigens nach und nach ausgefeilt und gewannen so auch an literarischem Charme.

## Schriften
- The Substance of Four Sermons on Infant Baptism, Recorder Job Office, Fredericksburg 1857.
- Addresses at the Inauguration of Rev. A.A. Hodge, as professor of Didactic, Polemic & Historical Theology, Western Theological Seminary, James McMillin, Book and Job Printers, Pittsburgh 1864.
- The atonement, 1867.
- The State and Religion, Outlines of Theology, Annual Address before the Presbyterian Historical Society, Christian Statesman Tracts N° 14, Philadelphia 1869, 1878 und 1879; Neuauflage: The Banner of Truth Trust, London 1972.
- A commentary on the Confession of Faith : with questions for theological students and Bible classes
- A commentary on the confession of faith [of the Assembly of divines], Hrsg. W.H. Goold, 1870.
- Addresses at the Inauguration of Rev. Archibald Alex. Hodge, D.D., LL.D., as Associate Professor of Didactic and Polemic Theology, William M. Paxton, D.D., Theological Seminary at Princeton, N.J., Princeton 1877.
- Manual of forms for baptism, admission to the communion, administration of the Lord's Supper, marriage and funerals: conformed to the doctrine and discipline of the Presbyterian Church, 1877.
- Funeral Address at the funeral of the Rev. Henry Augustus Boardman, D.D., 1880, Philadelphia, 1881.
- Inspiration, Neudruck aus der Presbyterian review, April 1881.
- Questions on the text of the Systematic Theology of Dr. Charles Hodge: together with an exhibition of various schemes illustrating the principles of theological construction, 1885.
- Complete in Him, Dr. Archibald Alexander Hodge's last sermon before the students of the Princeton Theological Seminary, 26. Oktober 1886, C.S. Robinson & Co. Steam Power Printers, The Princeton Press, Princeton 1887.
- mit J. Aspinwall Hodge: The system of theology contained in the Westminster shorter catechism, opened and explained, Text-Book of The Theological Summer School, James A. Worden, Philadelphia 1886; Part 1. Belief Concerning God, Part 2. Duty Required of Man, A.C. Armstrong & Son, New York 1888.
- Popular lectures on theological themes, Presbyterian Board of Publication, Philadelphia 1887.
- Westminster doctrine anent holy scripture: tractates by professors A. A. Hodge and Warfield, 1891.